# Microdon luridescens
Microdon luridescens är en tvåvingeart som först beskrevs av Walker 1857.  Microdon luridescens ingår i släktet myrblomflugor, och familjen blomflugor. Inga underarter finns listade i Catalogue of Life.